# Mirni (Staromínskaya, Krasnodar)
Mirni (del ruso: Мирный) es un jútor del raión de Staromínskaya del krai de Krasnodar, en Rusia. Está situado en la orilla derecha del río Sosyka, afluente del río Yeya, 11 km al sureste de Staromínskaya y 161 km al norte de Krasnodar, la capital del krai. Tenía 98 habitantes en 2010.
Pertenece al municipio Kúibyshevskoye.